# Bobrîțea, Kaniv
Bobrîțea (în ucraineană Бобриця) este localitatea de reședință a comunei Bobrîțea din raionul Kaniv, regiunea Cerkasî, Ucraina.

## Demografie
Componența lingvistică a localității Bobrîțea
     Ucraineană (95,45%)
     Rusă (4,15%)
     Alte limbi (0,3%)
Conform recensământului din 2001, majoritatea populației localității Bobrîțea era vorbitoare de ucraineană (95,45%), existând în minoritate și vorbitori de rusă (4,15%).